# Mitterie (stacja metra)
Mitterie – stacja metra w Lille, położona na linii 2. Znajduje się w Lille, w  miejscowości Lomme. Stacja obsługuję dzielnicę Mitterie.
Została oficjalnie otwarta 1 kwietnia 1989. 